# Kreis Gräfenhainichen
| Basisdaten                                                    | Basisdaten                                                |
| ------------------------------------------------------------- | --------------------------------------------------------- |
| Bezirk der DDR                                                | Halle                                                     |
| Kreisstadt                                                    | Gräfenhainichen                                           |
| Fläche                                                        | 465 km² (1989)                                            |
| Einwohner                                                     | 38.996 (1989)                                             |
| Bevölkerungsdichte                                            | 84 Einwohner/km² (1989)                                   |
| Kfz-Kennzeichen                                               | K und V (1953–1990) KH und VH (1974–1990) GHC (1991–1994) |
|                                                               |                                                           |
| Der Kreis Gräfenhainichen im Bezirk Halle (anklickbare Karte) |                                                           |

Der Kreis Gräfenhainichen war ein Landkreis im Bezirk Halle der DDR. Von 1990 bis 1994 bestand er als Landkreis Gräfenhainichen im Land Sachsen-Anhalt fort. Sein Gebiet gehört heute hauptsächlich zum Landkreis Wittenberg in Sachsen-Anhalt. Der Sitz der Kreisverwaltung befand sich in Gräfenhainichen.

## Geographie
Nachbarkreise
Der Kreis Gräfenhainichen grenzte im Uhrzeigersinn im Norden beginnend an die Kreise Roßlau, Wittenberg, Eilenburg (Bezirk Leipzig) und Bitterfeld sowie an den Stadtkreis Dessau.

## Geschichte

### Bildung des Kreises
Der Kreis Gräfenhainichen im Bezirk Halle der DDR wurde im Zuge der Verwaltungsreform von 1952 am 25. Juli 1952 gebildet.
Die Landkreise Wittenberg (W), Bitterfeld (B) und Köthen (K) mussten dazu 3 Städte und 27 Gemeinden an den neuen Kreis abgeben.
| - Bergwitz (mit Klitzschena) (W) - Brandhorst (K) - Gohrau (K) - Gossa (B) - Gräfenhainichen, Stadt (B) - Gremmin (B) 1 - Griesen (mit Drehberg und Münsterberg) (K) - Gröbern (B) - Horstdorf (K) - Jüdenberg (B) | - Kakau (K) - Kleutsch (K) - Krina (B) - Möhlau (B) - Oranienbaum, Stadt (K) - Radis (W) - Rehsen (K) - Riesigk (mit Schönitz und Rotehof) (K) - Rotta (mit Gniest und Reuden) (W) - Schköna (B) | - Schleesen (mit Naderkau) (W) - Schwemsal (B) - Selbitz (W) - Söllichau (B) - Sollnitz (K) - Tornau (B) - Uthausen (W) - Vockerode (K) - Wörlitz, Stadt (K) - Zschornewitz (B) |

### Umbenennung und Ende des Landkreises
Am 17. Mai 1990 wurde der Kreis in Landkreis Gräfenhainichen umbenannt. Nach dem Ende der DDR, der Auflösung des Bezirkes Halle und der Wiedererrichtung des Landes Sachsen-Anhalt existierte der Landkreis Gräfenhainichen bis zum 30. Juni 1994.

### Auflösung des Kreises
Im Rahmen der Kreisgebietsreform Sachsen-Anhalt 1994 wurde der Kreis Gräfenhainichen wieder aufgelöst.
- Die Gemeinden Gossa, Gröbern, Krina und Schwemsal kamen zum Landkreis Bitterfeld zurück.

- Die Gemeinden Kleutzsch und Sollnitz wurden nach Dessau eingemeindet.

- Die Städte Oranienbaum und Wörlitz sowie die Gemeinden Brandhorst, Gohrau, Griesen, Horstdorf, Kakau, Rehsen, Riesigk und Vockerode fielen an den Landkreis Anhalt-Zerbst.

- Die Stadt Gräfenhainichen und alle anderen Gemeinden kamen zum Landkreis Wittenberg. Die Gemeinde Gremmin existiert nicht mehr. Die Einwohner wurden schon 1982 umgesiedelt und die Gemeinde wurde überbaggert (Tagebau Golpa-Nord).

## Verkehr
Der Kreis Gräfenhainichen war durch die Anschlussstellen Vockerode und Dessau-Ost (Autobahn Berliner Ring–Hirschberg) an das Autobahnnetz der DDR angeschlossen. Die Fernverkehrsstraßen F 100 (Bitterfeld–Gräfenhainichen–Eutzsch) und F 107 (Wörlitz–Gräfenhainichen–Bad Düben) kreuzten sich in der Kreisstadt.
Die Bahnstrecke Berlin–Halle mit den Bahnhöfen Bergwitz, Radis und Gräfenhainichen durchquerte das Kreisgebiet.

## Kfz-Kennzeichen
Nach 1952 erhielten die im Kreis zugelassenen Fahrzeuge Kennzeichen mit dem Anfangsbuchstaben K (wie im gesamten DDR-Bezirk Halle). Später kamen Kennzeichen mit dem Anfangsbuchstaben V hinzu.  Den Kraftfahrzeugen (mit Ausnahme der Motorräder) und Anhängern wurden von etwa 1974 bis Ende 1990 dreibuchstabige Unterscheidungszeichen, die mit den Buchstabenpaaren KH und VH begannen, zugewiesen. Die letzte für Motorräder genutzte Kennzeichenserie war VL 50-01 bis VL 99-99.
Anfang 1991 erhielt der Landkreis das Unterscheidungszeichen GHC. Es wurde bis zum 30. Juni 1994 ausgegeben. Seit dem 27. November 2012 ist es im Landkreis Wittenberg erhältlich.